# Укушенная
«Укушенная» (англ. Bitten) — канадский телесериал, основанный на серии романов канадской писательницы Келли Армстронг «Женщины иного мира». Роман «Укушенная» (ISBN 0-679-31061-4) — первая книга этой серии — издан в 2001 году.
В мае 2014 года руководство канала Space продлило свой сериал на 2 сезон, а в декабре 2014 была объявлена дата официального возвращения сериала, которое состоится 7 февраля 2015 года. 22 мая 2015 года канал Space продлил сериал на 3 сезон, который стал заключительным.

## Сюжет
Елена Майклз, возможно, единственная женщина в мире, пережившая укус оборотня, пытаясь убежать от своей истинной сущности, старается почти не обращаться в волка и жить нормальной человеческой жизнью: работать в Торонто фотографом, встречаться с парнем, однако известия из Стоунхейвена заставляют её вернуться к прежней жизни. Это означает и то, что придётся встретится с тем, кого она любила и из-за кого сбежала в Торонто.

## Актеры и персонажи
| Актёр            | Персонаж        | Персонаж            | Примечания    |
| Актёр            | Главная роль    | Второстепенная роль | Примечания    |
| ---------------- | --------------- | ------------------- | ------------- |
| Лора Вандерворт  | Елена Майклз    |                     | (33 эпизода)  |
| Грейстон Холт    | Клэйтон Дэнверс |                     | (33 эпизода)  |
| Грег Брайк       | Джереми Дэнверс |                     | (33 эпизода)  |
| Стив Ланд        | Ник Соррентино  |                     | (33 эпизода)  |
| Майкл Ксавьер    | Логан Джонсен   |                     | (21 эпизода)  |
| Дженелл Уильямс  |                 | Рэйчел Саттон       | (20 эпизодов) |
| Пол Грин         |                 | Филипп МакАдамс     | (11 эпизодов) |
| Натали Браун     |                 | Диана МакАдамс      | (10 эпизодов) |
| Майкл Лакетт     |                 | Дэниел Сантос       | (9 эпизодов)  |
| Фиона Хайет      |                 | Шериф Карен Морган  | (8 эпизодов)  |
| Дэниел Кэш       |                 | Роман Навикев       | (7 эпизодов)  |
| Кертис Караваджо |                 | Томас Лебланк       | (7 эпизодов)  |
| Паулино Нюнс     |                 | Антонио Соррентино  | (6 эпизодов)  |
| Паскаль Лангдэйл |                 | Карл Марстен        | (6 эпизодов)  |
| Джеймс Макгоун   |                 | Джеймс Вилльям      | (5 эпизодов)  |
| Джоэль Келлер    |                 | Питер Майерс        | (4 эпизода)   |
| Ноа Дэнби        |                 | Закари Каин         | (4 эпизода)   |
| Шерри Миллер     |                 | Оливия МакАдамс     | (4 эпизода)   |
| Кристофер Роган  |                 | Пол О’Нил           | (4 эпизода)   |
| Evan Buliung     |                 | Брекстон            | (4 эпизода)   |
| Ной Кэппи        |                 | Трэвис              | (4 эпизода)   |
| Крис Рац         |                 | Джек                | (4 эпизода)   |
| Патрик Гарроу    |                 | Виктор Олсон        | (4 эпизода)   |
| Марк Бендавид    |                 | Скотт Брэндон       | (3 эпизода)   |
| Ив Харлоу        |                 | Эмбер               | (3 эпизода)   |

## Разработка и производство
Сериал производится компаниями «Hoodwink Entertainment», «No Equal Entertainment», «eOne», «Bell Media». Основные съёмки происходят в Торонто, Канада, где по сюжету и происходит действие сериала.

## Эпизоды
| Сезон | Сезон | Эпизоды | Оригинальная дата показа | Оригинальная дата показа |
| Сезон | Сезон | Эпизоды | Премьера сезона          | Финал сезона             |
| ----- | ----- | ------- | ------------------------ | ------------------------ |
|       | 1     | 13      | 13 января 2014           | 7 апреля 2014            |
|       | 2     | 10      | 7 февраля 2015           | 13 апреля 2015           |
|       | 3     | 10      | 12 февраля 2016          | 18 апреля 2016           |

## Приём критиков
Сериал получил смешанные отзывы. Metacritic, на основе восьми отзывов, выставил оценку 59 с указанием «смешанные или средние отзывы».